# 서남극

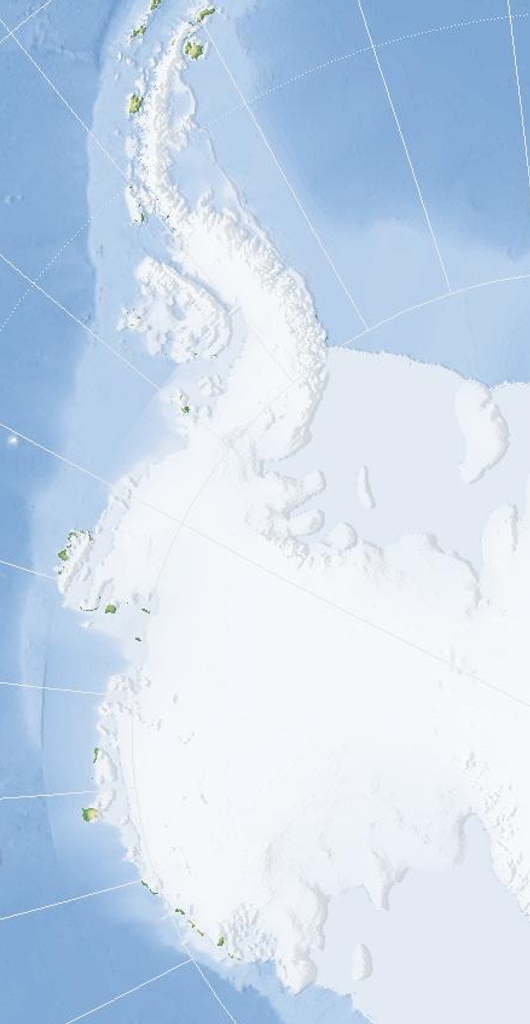
서남극

서남극(西南極) 혹은 소남극(小南極)은 남극 대륙의 일부로 남극 횡단 산지의 태평양 쪽을 말한다. 마리버드랜드, 엘즈워스랜드, 남극반도 등으로 이루어져 있다. 서남극 전체는 서반구에 속한다. 로스해와 웨들해를 끼고 있으며, 대륙 본체에서 남아메리카 쪽으로 뻗은 반도 모양이다.
우리나라는 1978년 남극해의 크릴 조사를 시작해서 1988년2월17일 서남극의 킹조지섬에 상주과학기지인 세종기지를 건설하였다. 1988년 2월에는 서남극의 킹조지섬에 상주 과학기지인 세종과학기지 (남위 62˚13', 서경 58˚47')를 건설하여 본격적인 남극연구를 시작하였다.
최근 전 세계 해수면의 상승을 초래한 원인의 약 10%를 차지하는 것은 바로 서남극 빙하의 급격한 감소이다. 파인 섬 빙하는 -남극으로 가장 빠르게 움직이는 빙하 - 그 중“가장 취약한 지역”으로 여겨졌다. 서남극 빙상 붕괴되면 해수면 5m 상승 북극해 빙산이 10년 주기로 3~4%씩 줄다가 21세기에 들어서는 8% 비율로 빠르게 녹는 것으로 나타난다.

## 같이 보기
- 남극
- 동남극